# Abraxas stictotaenia
Abraxas stictotaenia, en chino simplificado, 黯緣金星尺蛾 ("Polilla Venus enana"), es una especie de polilla de la familia Geometridae. La especie fue descrita por primera vez por Eugen Wehrli en 1932 y se puede encontrar distribuido con endemismo en la isla de Taiwán.
Es una especie rara distribuida en el cinturón forestal de altitudes medias, los adultos aparecen en verano y otoño.

## Descripción
Es una polilla mediana, las alas anteriores miden 22 milímetros (0,9 plg) de largo. La cabeza y el cuerpo son de color amarillo oscuro con numerosas manchas negras. Las alas anteriores son anchas, con el ápice ligeramente más prominente en los machos. La base del ala es blanca, luego, desde la base a la subbase es de color amarillo oscuro con manchas oscuras, y las manchas grises se concentran en las secciones media y externa del cuerpo del ala. Hay una mancha circular independiente cerca de la sección media, y la sección media cerca del borde interior tiene una mancha amarilla. Las alas posteriores son anchas, con algunas manchas dispersas en la sección media, y hay manchas marrones cerca del borde interior, y hay manchas más o menos grises en el borde exterior. La apariencia es similar a la de la polilla Abraxas submartiaria, pero esta especie generalmente tiene una mancha circular independiente cerca del borde frontal de la sección media del ala anterior, y no hay una mancha gris cerca del borde interior de la sección media, por lo que puede identificarse una de la otra.